# جرافتون (أستراليا)
جرافتون هي مدينة، تتبع Clarence Valley Council ‏، هي عاصمة Clarence Valley Council ‏، بلغ عدد سكانها 10,408  نسمة، في 2016، رمزها البريدي هو 2460.

## المناخ
يظهر الجدول التالي التغييرات المناخية على مدار السنة لجرافتون:
| البيانات المناخية لـجرافتون                      | البيانات المناخية لـجرافتون | البيانات المناخية لـجرافتون | البيانات المناخية لـجرافتون | البيانات المناخية لـجرافتون | البيانات المناخية لـجرافتون | البيانات المناخية لـجرافتون | البيانات المناخية لـجرافتون | البيانات المناخية لـجرافتون | البيانات المناخية لـجرافتون | البيانات المناخية لـجرافتون | البيانات المناخية لـجرافتون | البيانات المناخية لـجرافتون | البيانات المناخية لـجرافتون |
| الشهر                                            | يناير                       | فبراير                      | مارس                        | أبريل                       | مايو                        | يونيو                       | يوليو                       | أغسطس                       | سبتمبر                      | أكتوبر                      | نوفمبر                      | ديسمبر                      | المعدل السنوي               |
| ------------------------------------------------ | --------------------------- | --------------------------- | --------------------------- | --------------------------- | --------------------------- | --------------------------- | --------------------------- | --------------------------- | --------------------------- | --------------------------- | --------------------------- | --------------------------- | --------------------------- |
| الدرجة القصوى °م (°ف)                            | 43.8 (110.8)                | 46.3 (115.3)                | 39.0 (102.2)                | 36.7 (98.1)                 | 31.7 (89.1)                 | 30.5 (86.9)                 | 28.2 (82.8)                 | 36.3 (97.3)                 | 38.3 (100.9)                | 39.3 (102.7)                | 43.8 (110.8)                | 43.4 (110.1)                | 46.3 (115.3)                |
| متوسط درجة الحرارة الكبرى °م (°ف)                | 30.1 (86.2)                 | 29.3 (84.7)                 | 28.3 (82.9)                 | 26.2 (79.2)                 | 23.1 (73.6)                 | 20.8 (69.4)                 | 20.5 (68.9)                 | 22.1 (71.8)                 | 24.8 (76.6)                 | 26.7 (80.1)                 | 28.1 (82.6)                 | 29.7 (85.5)                 | 25.8 (78.4)                 |
| متوسط درجة الحرارة الصغرى °م (°ف)                | 19.7 (67.5)                 | 19.7 (67.5)                 | 18.0 (64.4)                 | 14.9 (58.8)                 | 11.3 (52.3)                 | 8.1 (46.6)                  | 6.3 (43.3)                  | 7.3 (45.1)                  | 10.4 (50.7)                 | 13.7 (56.7)                 | 16.2 (61.2)                 | 18.4 (65.1)                 | 13.7 (56.7)                 |
| أدنى درجة حرارة °م (°ف)                          | 12.8 (55.0)                 | 12.7 (54.9)                 | 10.8 (51.4)                 | 3.6 (38.5)                  | 0.5 (32.9)                  | −2.0 (28.4)                 | −2.2 (28.0)                 | −0.2 (31.6)                 | 1.8 (35.2)                  | 3.9 (39.0)                  | 6.7 (44.1)                  | 7.0 (44.6)                  | −2.2 (28.0)                 |
| معدل هطول الأمطار مم (إنش)                       | 138.9 (5.47)                | 145.3 (5.72)                | 129.8 (5.11)                | 89.2 (3.51)                 | 81.8 (3.22)                 | 69.1 (2.72)                 | 39.2 (1.54)                 | 39.5 (1.56)                 | 36.7 (1.44)                 | 80.1 (3.15)                 | 104.4 (4.11)                | 120.5 (4.74)                | 1٬074٫5 (42.29)             |
| متوسط الأيام الممطرة (≥ 1.0 mm)                  | 10.7                        | 11.0                        | 11.1                        | 8.0                         | 7.7                         | 5.7                         | 4.6                         | 4.3                         | 5.3                         | 7.4                         | 9.3                         | 10.1                        | 95.2                        |
| Average afternoon رطوبة نسبية (%)                | 56                          | 60                          | 59                          | 57                          | 57                          | 54                          | 49                          | 43                          | 44                          | 49                          | 52                          | 54                          | 53                          |
| المصدر #1: Bureau of Meteorology                 |                             |                             |                             |                             |                             |                             |                             |                             |                             |                             |                             |                             |                             |
| المصدر #2: For February record high: Weatherzone |                             |                             |                             |                             |                             |                             |                             |                             |                             |                             |                             |                             |                             |

## أعلام
- كيفن نيكولز
- ايرل بيج
- يان روبنسون
- هوراس دين
- روبي باين سكوت
- جيليان ميرز
- غرافتون أليوت سميث
- إرنست هنري